# Pałac Crețulescu
Pałac Crețulescu (rum: Palatul Crețulescu, alternatywna pisownia Kretzulescu) – zabytkowy budynek w pobliżu Ogrodów Cișmigiu na ulicy Știrbei Vodă w Bukareszcie, w Rumunii. Został on zbudowany dla rodziny Crețulescu na początku XX wieku przez rumuńskiego architekta Petra Antonescu (1873–1965). 
Od 1972 roku mieści się tu siedziba UNESCO Europejskiego Centrum Szkolnictwa Wyższego UNESCO-CEPES (znany jako CEPES, fr.: Europeén Centre pour l'enseignement supérieur).